# دماغ

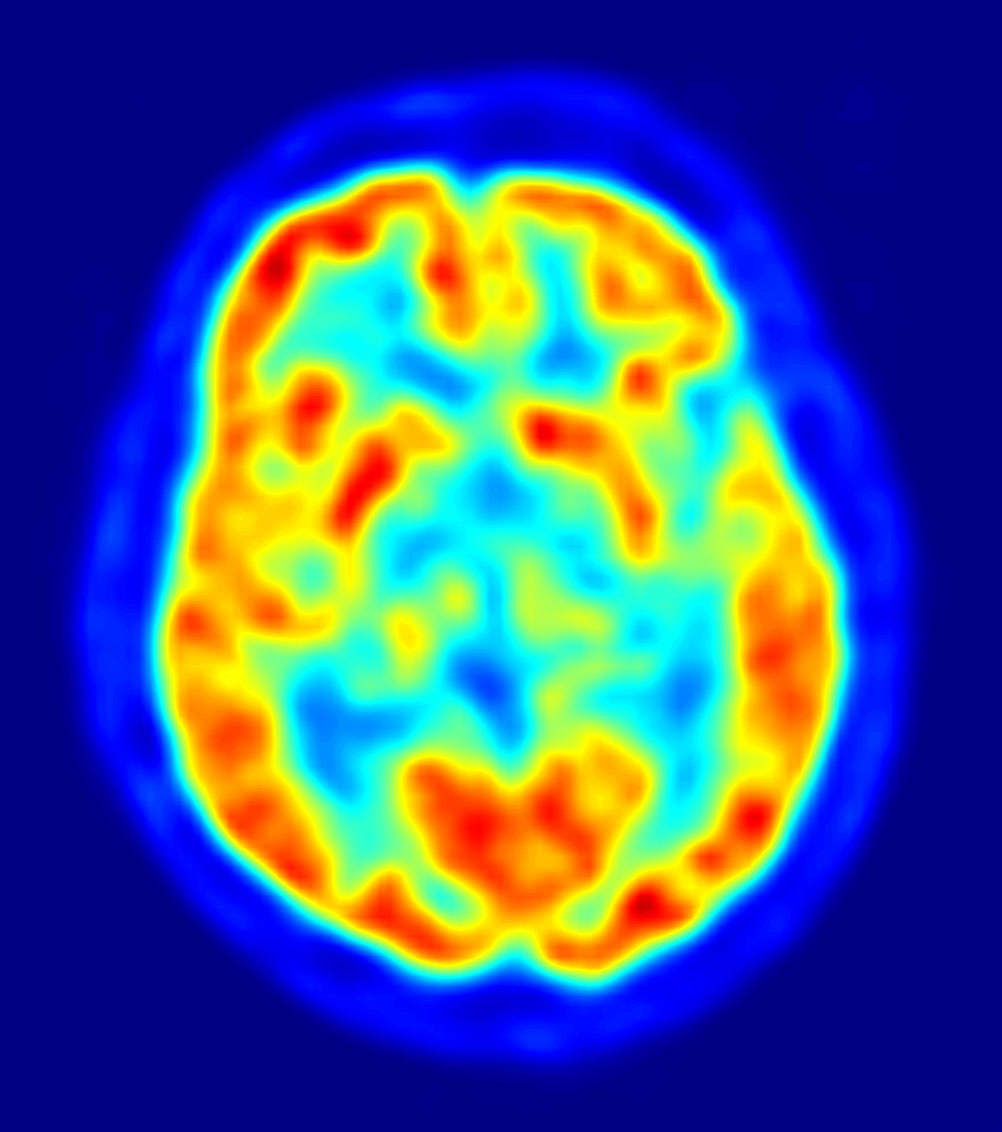
صورة الدماغ بالتصوير المقطعي بإصدار البوزيترون، تبين المناطق الحمراء البؤر عالية الإشعاع والزرقاء تلك ذات إشعاع منخفض أو معدوم.

الدماغ هو العضو الذي يشكل مركز الجهاز العصبي لدى جميع الفقاريات ومعظم الحيوانات اللافقارية. موقع الدماغ في الرأس، وعادةً ما يكون قريباً من الأعضاء المسؤولة عن الحواس المختلفة مثل الرؤية. يمثل الدماغ أكثر أعضاء الجسم تعقيدًا لدى الفقاريات. تحتوي القشرة المخية لدى الإنسان على ما يقارب 14-16 مليار خلية عصبية، ويقدر عدد العصبونات في المخيخ بما يقارب 55-70 مليار خلية عصبية. ترتبط العصبونات بواسطة المشابك مع آلاف العصبونات الأخرى.  تتواصل هذه العصبونات نموذجيًا مع بعضها البعض عبر أليافها الطويلة المعروفة باسم المحاور العصبية، التي تحمل سلاسل من الإشارات النبضية التي يُطلق عليها اسم جهود الفعل لتصل مناطق محددة من الدماغ أو تستهدف نوعًا محددًا من خلايا المستقبلات في الجسم.

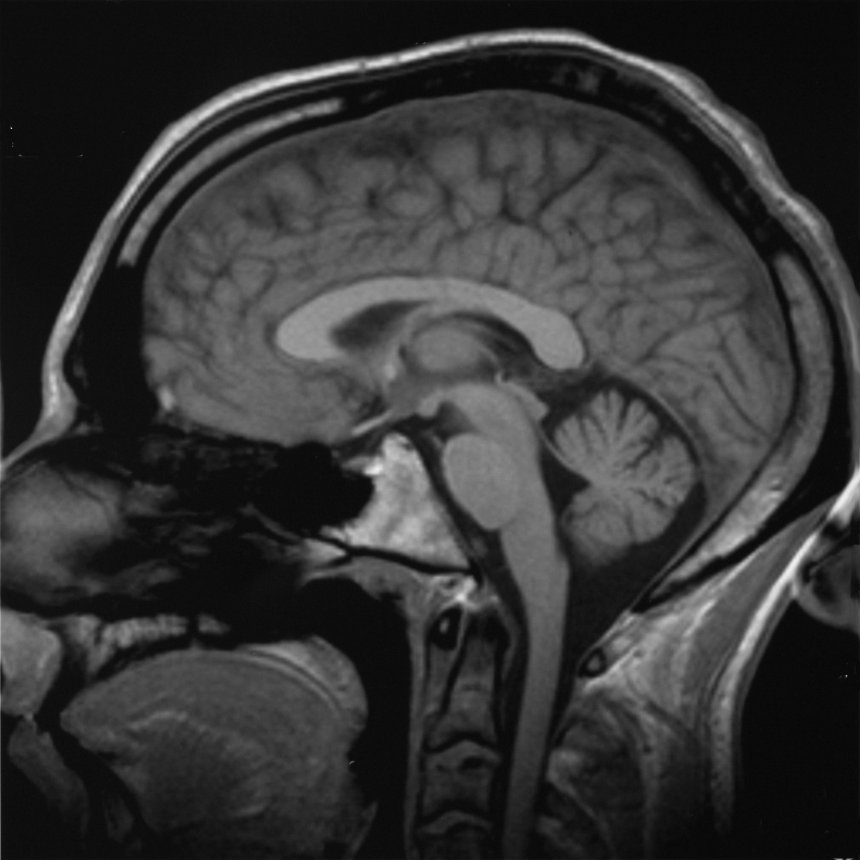
صورة الدماغ بالرنين المغناطيسي.

من الناحية الفيزيولوجية، يتولى الدماغ مهمة التحكم المركزي في أعضاء الجسم الأخرى. يسيطر الدماغ على باقي الجسم من خلال توليد أنماط النشاط العضلي وتوجيه إفراز المواد الكيميائية المعروفة باسم الهرمونات. يسمح هذا التحكم المركزي بتوليد استجابات متناسقة سريعة على التغيرات المختلفة في البيئة. يتوسط كل من النخاع الشوكي والعقد المحيطية بعض أنواع الاستجابات مثل المنعكسات، لكن يتطلب التحكم الهادف المعقد بالسلوك بالاستناد إلى المدخلات الحسية المعقدة قدرات تكامل المعلومات الخاصة بالدماغ المركزي.
لقد أمكن فهم العمليات الكامنة خلف الخلايا الدماغية الفردية بشكل عميق ودقيق، لكن ما تزال آلية العمل الجماعي بين ملايين العصبونات المختلفة غير مفهومة كليًا. درست النماذج الأخيرة للعلوم العصبية الحديثة الدماغ بوصفه حاسوبًا حيويًا، إذ يختلف في آليته عن الحاسوب الإلكتروني لكنه يتقاطع معه في استلزامه المعلومات الواردة من العالم المحيط، وتخزينه هذه المعلومات ومعالجته لها بواسطة العديد من الوسائل المختلفة.
يقارن هذا المقال خصائص الدماغ عبر النطاق الشامل للأنواع الحيوانية، مع التركيز بشكل أكبر على الفقاريات. يناقش أيضًا مدى تشاركية الدماغ البشري مع خصائص الأدمغة الأخرى. يهمل المقال مناقشة اختلافات الدماغ البشري عن الأدمغة الأخرى ليغطيها في مقال آخر عن الدماغ البشري. تُذكر العديد من المواضيع التي يمكن لهذا المقال تغطيتها في مقال الدماغ البشري نظرًا إلى إمكانية شرحها بشكل متوسع أكثر في السياق البشري. تشمل المواضيع الأكثر أهمية التي يغطيها مقال الدماغ البشري كلًا من أمراض الدماغ وتأثيرات تلف الدماغ.

## الوظيفة
يجمع الدماغ المعلومات الواردة من الأعضاء الحسية. تُستخدم هذه المعلومات بعد ذلك من أجل تحديد الأفعال التي سينفذها الكائن الحي. يعالج الدماغ البيانات الصرفة لاستخراج المعلومات المتعلقة ببنية البيئة. يدمج بعد ذلك المعلومات المعالجة مع تلك المتعلقة بالاحتياجات الحالية للحيوان ومع ذاكرة الحالات الماضية. يولد الدماغ في النهاية بناءً على هذه المعطيات أنماط الاستجابة الحركية. تتطلب مهام معالجة الإشارات هذه تفاعلات معقدة بين مجموعة متنوعة من الأنظمة الفرعية الوظيفية.
تتمثل وظيفة الدماغ في تأمين سيطرة محكمة على أفعال الحيوان. يسمح الدماغ المركزي بإحداث نشاط مشترك في مجموعة من العضلات ضمن أنماط معقدة؛ يسمح أيضًا للمنبهات المؤثرة على أحد أجزاء الجسم بتحريض استجابات في أجزاء أخرى منه، بالإضافة إلى قدرته على منع مختلف أجزاء الجسم من القيام بسلوكيات ذات أهداف متقاطعة مع بعضها البعض.

### الإدراك
يستقبل الدماغ البشري معلومات حول الضوء، والصوت، والتكوين الكيمائي للغلاف الجوي، ودرجة الحرارة، ووضعية الجسم في الفضاء (استقبال الحس العميق)، والتكوين الكيميائي لمجرى الدم وغير ذلك. توجد حواس إضافية لدى العديد من الحيوانات الأخرى، مثل الاستشعار الحراري بالأشعة تحت الحمراء، أو استشعار الحقل المغناطيسي لدى بعض أنواع الطيور أو استشعار الحقل الكهربائي الذي يميز الحيوانات المائية بشكل رئيسي.
يبدأ كل نظام حسي بالخلايا المستقبلة المتخصصة، مثل الخلايا المستقبلة للضوء في شبكية العين أو الخلايا الشعرية الحساسة للاهتزاز في قوقعة الأذن. تنتهي المحاور العصبية للخلايا المستقبلة الحسية في النخاع الشوكي أو الدماغ، حيث تعمل على نقل الإشارة إلى إحدى النوى الحسية في المستوى الأول التي تتولى مسؤولية نموذج حسي معين. ترسل هذه النواة الحسية الأولية المعلومات إلى المناطق الحسية الأعلى المتخصصة في نفس النموذج الحسي. في النهاية، تمر الإشارات عبر المهاد لتصل إلى القشرة المخية، حيث تخضع أولًا للمعالجة من أجل استخراج السمات ذات الصلة ثم المكاملة مع الإشارات الواردة من الأجهزة الحسية الأخرى.

### التحكم الحركي
تمثل الأجهزة الحسية المناطق الدماغية المسؤولة عن بدء حركات الجسم، عن طريق تنشيط العضلات. تخضع جميع العضلات الإرادية في الجسم للتعصيب المباشر بواسطة العصبونات الحركية الموجودة في النخاع الشوكي والدماغ الخلفي، مع استثناء العضلات المسؤولة عن حركة العين، إذ تخضع لتوجيه نوى الدماغ المتوسط. تخضع العصبونات الحركية النخاعية بدورها للتحكم بواسطة الدوائر العصبية المتأصلة في النخاع الشوكي والمدخلات الهابطة من الدماغ على حد سواء. تعمل الدوائر النخاعية المتأصلة على تنفيذ العديد من الاستجابات الانعكاسية، وتحتوي على مولدات الأنماط المسؤولة عن الحركات الإيقاعية مثل المشي أو السباحة. تسمح الوصلات الهابطة من الدماغ بالوصول إلى درجة أكبر من التحكم المعقد.
يحتوي الدماغ على العديد من المناطق الحركية التي ترسل إشاراتها بشكل مباشر إلى النخاع الشوكي. تقع المستويات الأدنى للمناطق الحركية في النخاع المستطيل وجسر فارول، إذ تتحكم هذه المناطق بالحركات النمطية مثل المشي، أو التنفس أو البلع. تقع المستويات التالية الأعلى للمناطق الحركية في الدماغ المتوسط، مثل النواة الحمراء، التي تعمل على تنسيق حركات الذراعين والساقين. تقع أعلى مستويات المناطق الحركية في القشرة الحركية الأولية، التي تمثل شريطًا من النسج المتمركزة في الحافة الخلفية من الفص الجبهي. ترسل القشرة الحركية الأولية الإشارات إلى المناطق الحركية تحت القشرية، بالإضافة إلى إرسالها قدرًا هائلًا من الإشارات بشكل مباشر نحو النخاع الشوكي، عن طريق السبيل الهرمي. يسمح نقل الإشارات القشري النخاعي بتوليد تحكم إرادي دقيق بالتفاصيل الدقيقة للحركات. تحدث المناطق الدماغية الأخرى ذات الصلة بالحركة تأثيرات ثانوية من خلال إرسالها الإشارات إلى المناطق الحركية الأولية. تشمل أهم المناطق الثانوية كلًا من القشرة أمام الحركية، والباحة الحركية الإضافية، والعقد القاعدية والمخيخ. بالإضافة إلى كل ما ذُكر أعلاه، يحتوي كل من الدماغ والنخاع الشوكي على دوائر ممتدة مسؤولة عن التحكم في الجهاز العصبي الذاتي الذي يتولى بدوره مهمة التحكم في حركات العضلات المسلات في الجسم.

## أنواع خلايا وأنسجة الدماغ والحبل الشوكي
الخلايا العـصبية أو العَـصَبات (Neurons)
تُعد العَصَبات-وتسمى أيضًا بالعصبونات- من أهم أنواع الخلايا بالدماغ والمكون الرئيسي للجهاز العصبي، وتحدد الإشارات الكهربائية التي تحملها العَصَبات، وتُرْسِلهَا عبر الألياف العصبية، جميع نشاطات الدماغ والحبل الشوكي، مثل التفكير والذاكرة والعواطف والنطق وحركة العضلات، ومن المعروف أن العَصَبات تتوقف عن الانقسام وبالتالي التكاثر خلال السنة الأولى عقب الولادة (مع القليل من الاستثناءات)، وذلك بخلاف العديد من أنواع الخلايا التي يمكنها أن تنمو وتتكاثر بشكل متواصل، وذلك لتجديد الأنسجة وإصلاحها عند تضررها بالأمراض أو الجروح أو بغيرها.
الخلايا الدبقية
و تُعد الخلايا الداعمة للدماغ وثمة ثلاثة أنواع من الخلايا الدبقية المكونة للدبق العصبي (Neuroglia): الخلايا النجمية (astrocytes)، والخلايا قليلة التفرع أو التغصن (oligodendrocytes)، وخـلايا البطانة العصبية (ependymal cells)، وهي تنمو وتنقسم ببطء شديد، وتستمر في التزايد العددي حتى بلوغ الطفل سن الخامسة فحسب، حيث يصل الدماغ عندها إلى حجمه الأقصى ويبقى كذلك مدى الحياة، ويجدر بالذكر أن معظم أورام الدماغ والحبل الشوكي تنشأ عن تسرطن الخلايا الدبقية.
وتساعد الخلايا النجمية في دعم وإمداد العَصَبات، حيث تربطها بالأوعية الدموية وتلتف حولها لتشكل شبكة داعمة، كما تساعد في تكوين الحاجز الدموي الدماغي، وتقوم بعمليات الرتق لأنسجة الدماغ عند حدوث الجروح أو الإصابات مما يساعد على التئامها، بينما تنتج الخلايا الدبقية قليلة التفرع مادة النخاعين (myelin) التي تحيط وتعزل الألياف العصبية بالدماغ والحبل الشوكي، وبذلك تساعد العَصَبات في نقل الإشارات الكهربية عبرها، أما خلايا البطانة فتتواجد بالجزء الداخلي للبطينات المخية بمركز الدماغ والقناة المركزية للحبل الشوكي، حيث تقوم بتبطينها بطبقة واحدة، ومن هنا تعتبر جزءا من مسرى السائل المخي الشوكي.
الخلايا الدبقية الصغيرة (microglia)
و تُعد الخلايا المناعية بالجهاز العصبي المركزي وليست تماما خلايا دبقية في الأصل، وهي تقوم بابتلاع الجراثيم والكائنات الغريبة، ويبلغ تعدادها حوالي 20% من مجمل الخلايا الدبقية بالدماغ.
أغشية السحايا (meninges)
وهي أنسجة خاصة تبطن الفراغات المحيطة بالدماغ والحبل الشوكي والمملوءة بالسائل المُخّي الشوكي، وثمة نوعان من الأغشية السحائية :
السحايا الرقيقة (leptomeninges) أو العنكبوتية الحنـون(pia-arachnoid) وهي أغشية رقيقة تضم السائل المُخّي الشوكي مباشرة، والسحايا الغليظة (pachymeninges) أو الأم الجافية (dura) وهي أكثر صلابة وتحيط بالسحايا الرقيقة.
خلايا شفان (Schwann cells)
و تقوم بإنتاج النخاعين (myelin) الذي يحيط ويعزل ألياف الأعصاب القحفية وغيرها من الأعصاب بالجسم، ودورها أساسي في تكوين الغمد النخاعيني لمحور الألياف العصبية.
الضفيرة المشيمية (Choroid plexus)
و هي عبارة عن شبكات من الشعيرات الدموية وخلايا البطانة العصبية تتمركز ضمن البطينات المخية وتقوم بإفراز السائل المخُيّ الشوكي.
الغـدّة النخـامية (Pituitary gland)
و تقع عند مركز الدماغ تقريبا، وتُعد من أهم الغدد الصماء بالجسم وتسمى أيضا بالغدة السيدة (Master gland) حيث تقوم بتنظيم العديد من النشاطات الحيوية للغدد الأخرى بإفرازها للعديد من الهرمونات، مثل هرمون النمو الذي يحفز ويتحكم في النمو البدني، وهرمون البرولاكتين الذي يتحكم في إفراز اللبن بالثدي، والهرمونات المنبهه لإفراز هرمونات الغدة الدرقية والغدة الكظرية، أو المحفزة لإفراز الهرمونات الجنسية.
الـوِطاء (hypothalamus)
يُعد الـوِطاء جزءا من الدماغ الأوسط ويتواجد قرب الغدة النخامية، ويعتبر من أهم أجزاء الجهاز العصبي، حيث يقوم بدور رئيسي في العديد من الوظائف العصبية والحيوية، من أهمها التحكم في تنسيق الجهاز العـصبي الذاتي والنشاطات غير الإرادية، مثل تنظيم سرعة القلب وحركة الطعام بالقناة الهضمية وتقلصات المثانة البولية وتنظيم حرارة الجسم، كما يعمل كمنظم ومؤقت للعديد من النظم الحيوية الدورية، ويعتبر الوسيط بين الجهاز العصبي ومنظومة الغدد الصماء بتحفيزه للغدة النخامية وتوجيهه لعملها بإفرازه للهـرمونات المنظمة التي تحثها على إفراز هرموناتها أو تثبطها عن ذلك، كما ينتج الوِطـاء هرموني الأوكسـيتوسين الذي يعمل على انقباض العـضلات الملساء بالرحـم عند الولادة وانبجاس اللبن خارج الثـدي، والهرمون الكابح للتبول (Antidiuretic hormon) الذي يقلل من كميات البول المتكون بالكِلى.
الغـدة الصنوبرية (Pineal gland)
و هي من الغدد الصماء وتتواجد بين نصفي كرة المخ، وتقوم بإفراز هرمون الميلاتونين (melatonin) الذي يتفاعل مع تغيرات الضوء ويعمل على تنظيم وتوقيت العمليات الحيوية الدورية بالجسم.
الحاجز الدموي الدمـاغي (Blood-brain barrier)
بخلاف أغلب الأعضاء الأخرى بالجسم، ثمة حاجز بين الدم وبين أنسجة الجهاز العصبي المركزي يتشكل من مكونات الضفائر المشيمية، ويسمح لمواد محددة بالدخول إلى السائل المُخّي، وبذلك يحمي الدماغ والحبل الشوكي من المواد المضرة، كما أنه يمنع العديد من الأدوية من النفاذ مباشرة إلى الدماغ والحبل الشوكي بما في ذلك البعض من أدوية معالجة الأورام.

## إحصائيات
يتكون دماغ الإنسان من نحو 100 مليار خلية عصبية. تتشابك تلك الخلايا ببعضها البعض مكونة نحو 100 مليون عصبون. تبلغ مقاييس الخلية العصبية نحو 05 و0 مليمتر. وتتجدد الخلايا العصبية بمعدل 300 مليون في الدقيقة الواحدة تستبدل كل منها خلية عصبية أخرى مستهلكة.
يستطيع دماغ الإنسان احتواء معلومات نحو 15000 كتاب كل منها مكون من 1000 صفحة. كل هذه السعة موجودة في الدماغ الذي يصل حجمه في الشخص البالغ نحو 1300 سنتيمتر مكعب (مليلتر).

## الدماغ عند الحيوانات
لا تملك غالبية اللافقاريات (حيوانات بلا عمود فقري) أدمغة متطورة، وعوضاً عن ذلك، لديها عناقيد من الخلايا العصبية تسمى: «العقد» وظيفتها التنسيق بين نشاطات الجسم المختلفة. ولكل الفقاريات (حيوانات ذوات عمود فقري) نوع من الدماغ. وتفترض نظرية داروين أن الدماغ المركب في الحيوانات العليا قد تطور عبر العصور.
في اللافقاريات. تمتلك اللافقاريات الأكثر تطوراً، مثل الديدان والحشرات، نوعاً من الدماغ البسيط نسبياً. فديدان الأرض مثلاً، لها زوج من العقد الكبيرة في منطقة الرأس، يتحكمان في سلوك الديدان، اعتماداً على المعلومات المستقبلة من أعضاء الحس. ويوجد في الحشرات دماغ أكثر تعقيداً، يتكون من ثلاثة أزواج من العُقد. وتستقبل تلك العقد المعلومات من أعضاء الحس، وتسيطر على الأنشطة المعقدة مثل التغذية والطيران.
وللأخطبوط دماغ متطور مقارناً ببقية اللافقاريات، حيث ينقسم إلى عدة أجزاء، أكبرها الفص البصري الذي يعالج المعلومات القادمة من عيون الأخطبوط، والتي تشبه عيون الفقاريات في التركيب والوظائف.
في الفقاريات، ينقسم الدماغ في الفقاريات إلى ثلاث مناطق وذلك حسب التطور الجنيني لدى الفقاريات:
1. الدماغ الأمامي.
2. دماغ متوسط.
3. الدماغ الخلفي.

والدماغ المتوسط هو الأكثر تعقيداً في الفقاريات البدائية مثل الأسماك والبرمائيات. أمّا الدماغ الأمامي، أو المخ، فيشكل جزءاً صغيراً من الدماغ في هذه الحيوانات. وفي الفقاريات المتطورة هناك اختلاف كبير في تركيب الدماغ، حيث يزداد حجم وأهمية الدماغ الخلفي كثيراً، وتقل أهمية وحجم الدماغ المتوسط. ويتكون الدماغ الخلفي من المخيخ والنخاع المستطيل (أو البصلة)، ويتشابه تركيبه ووظائفه في كل الفقاريات، إلا أن المخيخ أكبر حجماً وأكثر تعقيداً في الحيوانات المتطورة.
ويتكون الدماغ المتوسط في الأسماك والبرمائيات من فصَّين بصريين. وهذان الفصان هما مركزا الرؤية في الحيوان، ويقومان أيضاً بالتنسيق بين الدفعات الحركية والحسّية. ويتكون مخ الأسماك من انتفاخين أملسين صغيرين يستخدمان أساساً مركزاً للشم. والمخ في البرمائيات أكبر قليلاً ومغطى بقشرة.
وفي الزواحف يؤدي المخ بعض وظائف الدماغ المتوسط. وهو أكبر حجماً وأكثر تعقيداً من نظيره في الأسماك أو البرمائيات. وتقع داخل المخ عقد قاعدية، في شكل حزم صغيرة من العصبونات، تكون مناطق رئيسية لتحليل المعلومات ومعالجتها وتخزينها. وتتميز بعض الزواحف بمنطقة صغيرة من القشرة المخية، تختلف عن القشرة في الفقاريات البسيطة. وتسمى هذه المنطقة القشـرة الجديدة (باللاتينية: Neocortex)، وهي منطقة مهمة، حيث تؤدي وظيفة معالجة المعلومات وتخزينها.
ومخ الطيور أكبر من نظيره في الأسماك والزواحف والبرمائيات، إلا أنه يفتقر إلى القشرة الجديدة على عكس بعض الزواحف. وبدلاً منها يتكون الجزء الأكبر من الدماغ من عقد قاعـدية كبيرة ومتطـورة، تملأ أغلب الجزء الداخلي للدماغ. وهذه العقد القاعدية هي المركز الرئيسي لمعالجة المعلومات وتخزينها، كما أنها تمكِّن الطيور من تعلم أنماط السلوك الجديدة، ويبدو أنها تقوم أيضاً بتخزين التعليمات الخاصة بأنماط السلوك الغريزي المتعددة. وتتميز الطيور أيضاً بمخيخ متطور، ينسق بين كل الدفعات الحسية والحركية المرتبطة بعملية الطيران.
يصل الدماغ إلى أعلى درجات تعقيده في الثدييات. فالقشرة الجديدة تكوِّن تقريباً كل القشرة المخية لدماغ الثدييات، ويؤدي الدماغ المتوسط وظيفة مركز الاتصال. ولمعظم الثدييات البدائية، مثل: الطوبين، مخ صغير نسبياً ذو قشرة مخية ناعمة. أما الثدييات المتطورة مثل: الخيل والقطط فلها مخ كبير مغطى بقشرة بها الكثير من النتوءات والأخاديد التي تزيد مساحة سطح الدماغ. وللحيتان والدلافين أدمغة كبيرة ومعقدة، غير أن دماغ الشمبانزي والقردة العظمى الأخرى أكثر تعقيداً، وأقرب إلى الدماغ البشري من دماغ أي نوع آخر من الحيوانات.

## اقرأ أيضا
- إعادة تخطيط القشرة المخية
- اضطراب الفص الجبهي
- اضطراب تذكر الماضي
- اضطرابات الصفيحات الدموية العملاقة
- اعتلال نخاع فقاري عنقي
- اضطراب طيف فرط الحركة

## وصلات خارجية
- طاقة الدماغ الخفية مجلة العلوم الإمريكية - النسخة العربية
- إضاءة الدماغ مجلة العلوم الأمريكية - النسخة العربية
- تشكل تضاريس الدماغ مجلة العلوم الأمريكية - النسخة العربية
- المحافظة على خلايا الدماغ الجديدة مجلة العلوم الأمريكية - النسخة العربية
- الموسوعة العربية العالمية